# Doddabanasavadi, Mandya
Doddabanasavadi là một làng thuộc tehsil Mandya, huyện Mandya, bang Karnataka, Ấn Độ.